# Dile que tú me quieres
«Dile que tú me quieres» es una canción del cantante puertorriqueño Ozuna. Se lanzó el 22 de abril de 2016 como el sencillo principal de su primer álbum de estudio Odisea. En la lista Hot Latin Songs de Billboard, alcanzó la posición ocho. El teta se certificó con disco de oro en Italia, y con doce discos de platino en Estados Unidos.

## Antecedentes y composición
La pista se estrenó el 22 de abril de 2016, como la primera antesala de su álbum debut de Odisea. El tema fue escrito por el cantante junto a José Aponte, Omar González, Neison Meza y Vicente Saavedra, la producción estuvo a cargo de Bless The Producer, Hi Music Hi Flow y Super Yei. El 5 de marzo de 2017, se estrenó una versión Remix de la pista, junto al cantante Yandel.

## Vídeo musical
El video musical de «Dile que tú me quieres» se estrenó el 16 de septiembre de 2016. El video musical se grabó en las playas de La Guaira, Estado Vargas, Venezuela, el cual estuvo bajo la dirección del venezolano Nuno Gomes, con la participación de la actriz venezolana Rosmeri Marval junto a Luis Mayer. En el video, se ve que Ozuna pasa un mal momento al verse con su pareja, pues esta prefiere seguir los consejos de su familia, quien no aprueba la relación.

## Rendimiento comercial
El tema logró aparecer en la lista Billboard Hot Latin Songs, alcanzando la posición número ocho. Adicionalmente, se certificó con 12 discos de platino en dicho país. En España, el sencillo apareció en la ubicación treinta y tres en la lista de PROMUSICAE.

## Posicionamiento en listas
| Listas (2016)                         | Mejor posición |
| ------------------------------------- | -------------- |
| España (PROMUSICAE)                   | 33             |
| Estados Unidos (Hot Latin Songs)      | 8              |
| Estados Unidos (Latin Rhythm Airplay) | 6              |

## Certificaciones
| País (organismo certificador) | Certificación       | Unidades certificadas |
| ----------------------------- | ------------------- | --------------------- |
| Estados Unidos (RIAA)         | 12x Platino (Latin) | 720 000               |
| Italia (FIMI)                 | Oro                 | 25 000                |